# Тоні Сайпресс
Тоні Сайпресс (англ. Tawny Cypress) — американська актриса. Вона з'явилася в різних телевізійних і театральних п'єсах. Зіграла художнього дилера Сімон Дево в серіалі супер Герої NBC Heroes. Раніше вона виконувала ролі в декількох телесеріаліх, включаючи драму Fox K-Ville як Джинджер «Love Tap» Лебью, Карлі Хіт у драмі Netflix Картковий будинок і Чері Ролінс-Мюррей у другому і третьому сезонах у серіалі CBS Незабутнє. У 2019 році Сайпресс зіграла Інез у фільмі Інез & Даг & Кіра. З 2021 року Сайпресс грає Таїсу Тернер у Шершні (телесеріал).

## Ранні роки життя
Тоні Сайпресс народилася в Пойнт-Плезант, Нью-Джерсі. Дитинство провела в містечках уздовж узбережжя Джерсі, зокрема міста Сі-Гірт, Белмар і Ред-Бенк. Вона відвідувала Школу мистецтв Мейсона Гросса при Рутгерському університеті. Сайпресс також відвідувала William Esper Studio, куди її запросили викладати у 2020 році

## Кар'єра
З 2000 року активно працює в кіно і на телебаченні. Вона зіграла головну роль у фільмі «Чорний список: Спокута» в ролі найманця Нез Роуен. У 2021 році Сайпресс пройшла кастинг у Шершні (телесеріал) на головну роль Таїси Тернер, яка пережила жахливу авіакатастрофу в 1990-х роках, а тепер баллотується до Сенату штату Нью-Джерсі, намагаючись вгамувати демонів після дев'ятнадцятимісячного виживання в канадській дикій місцевості.

## Особисте життя
Сайпресс проживає в Нью-Йорку. Її брат — художник коміксів Тобі Сайпресс. З 2011 року вона одружена з Томом Діллоном. Вони мають одну дитину та живуть у Нью-Джерсі зі своїми численними собаками та котами.
У документальному фільмі «Queer for Fear» Сайпрес розповіла, що її приваблюють жінки.

## Фільмографія

### Фільми
| рік      | Назва                     | роль                    | Примітки |
| -------- | ------------------------- | ----------------------- | -------- |
| 2000 рік | Осінь в Нью-Йорку         | Меліса                  |          |
| 2006 рік | Белла                     | Френні                  |          |
| 2006 рік | Всесвітній торговий центр | Жінка, що стікає кров'ю |          |
| 2009 рік | Бруклінські копи          | Аліса                   |          |
| 2011 рік | Залишки                   | Сінді                   |          |
| 2013 рік | Дім                       | Лора                    |          |
| 2019 рік | Inez & Doug & Kira        | Інес                    |          |

### Телебачення
| Year         | Title                                           | Role                                    | Notes                                  |
| ------------ | ----------------------------------------------- | --------------------------------------- | -------------------------------------- |
| 2000         | Поліція Нью-Йорка (телесеріал)                  | Розана Бут                              | Серія: «Діра в Джуані»                 |
| 2000–2005    | Третя зміна                                     | Помічник прокурора Шерон Бернс          | Другорядна роль (7 серій)              |
| 2001–2002    | Центральна вулиця, 100                          | Кассандра Родрігес                      | Другорядна роль (6 серій)              |
| 2002         | Хак                                             | Анна Роу                                | Серія: «Поганий вибір»                 |
| 2003         | Закон і порядок: Злочинні наміри                | Луіза Іберра                            | Серія: «Легіон»                        |
| 2003         | Всі мої діти                                    | Професор Шамбала Стівенс                | Другорядна роль (6 серій)              |
| 2005         | Джонні Зіроу                                    | Ніна Калво                              | Другорядна роль (6 серій)              |
| 2005         | Стелла                                          | Джемма                                  | Серія: «Знайомство з дівчатами»        |
| 2006         | Любовна Мавпа                                   | Крістал Слоан                           | Серія: «Особистості речей»             |
| 2006         | Тунель часу                                     | Дж. Д.                                  | Телефільм                              |
| 2006–2007    | Герої (телесеріал)                              | Сімона Дево                             | Другорядна роль (14 серій)             |
| 2007–2008    | К-Вілль                                         | Джинджер 'Love Tap' Лебью               | Другорядна роль (11 серій)             |
| 2008         | Закон і порядок: Спеціальний корпус             | Шона                                    | Серія: «Під прикриттям»                |
| 2008         | Армійські дружини                               | Бренда                                  | Серії: «Закидаючи сіті», «Подвійність» |
| 2009         | Правила дому                                    | Робін Калхун                            | Телефільм                              |
| 2009         | Врятуй мене                                     | Карла                                   | Другорядна роль (5 серій)              |
| 2010         | Сховище 13                                      | Романа                                  | Серія: «Вік перш ніж краса»            |
| 2011         | Ган Хілл                                        | Андреа Логан                            | Телефільм                              |
| 2012         | Хороша дружина                                  | Мелінда                                 | Серія: «Я боровся з законом»           |
| 2012         | Блакитна кров (телесеріал)                      | Патріша                                 | Серія: «Кошмари»                       |
| 2013         | Елементарно (телесеріал)                        | Чорний костюм                           | Серія: «Червона команда»               |
| 2013         | Картковий будинок (телесеріал, США)             | Карлі Хіт                               | Другорядна роль (5 серій)              |
| 2013–2014    | Незабутнє (телесеріал)                          | Шері Роллінз-Мюррей                     | Постійна роль (26 серій)               |
| 2016         | Супердівчина (телесеріал)                       | Сенатор Міранда Крейн / Білий марсіанин | 2 серії                                |
| 2016         | Чорний список (телесеріал)                      | Нез Роуан                               | 4 серії                                |
| 2017         | Чорний список: Спокута                          | Нез Роуан                               | Головна роль                           |
| 2017         | Морська поліція: Новий Орлеан                   | Спецагент ФБР Сара Барнс                | Серія: «Актив»                         |
| 2018         | Булл (телесеріал)                               | Брук Форд                               | Серія: «Надмірна сила»                 |
| 2018         | ФБР (телесеріал, 2018)                          | Джиллиан Старлс                         | Серія: «Віра зброєносця»               |
| 2019         | Код                                             | Полковник Едіна Корпус                  | 2 серії                                |
| 2020         | Лінкольн Райм: Полювання на колекціонера кісток | Ная                                     | 2 серії                                |
| 2020-2021    | Мільярди (телесеріал)                           | Декан Еллісон Уокер                     | 2 серії                                |
| 2021–present | Шершні (телесеріал)                             | Таїса Тернер                            | Головна роль                           |
| 2022         | Праведниця (телесеріал, 2021)                   | Ванесса                                 | 2 серії                                |